# Denmark Open 1952
Die Denmark Open 1952 im Badminton fanden in Kopenhagen statt.

## Finalergebnisse
| Disziplin    | Sieger                      | Finalist                           | Ergebnis           |
| ------------ | --------------------------- | ---------------------------------- | ------------------ |
| Herreneinzel | Jørn Skaarup                | Eddy Choong                        | 7–15, 15–9, 15–7   |
| Dameneinzel  | Aase Schiøtt Jacobsen       | Marie Ussing                       | 11–8, 11–8         |
| Herrendoppel | Ib Olesen John Nygaard      | Poul Holm Ole Jensen               | 15–11, 7–15, 18–17 |
| Damendoppel  | Tonny Ahm Kirsten Thorndahl | Agnete Friis Aase Schiøtt Jacobsen | 15–7, 15–3         |
| Mixed        | David Choong Tonny Ahm      | Ib Olesen Aase Winther             | 15–8, 15–10        |